# Thienemanniella
Thienemanniella är ett släkte av tvåvingar som beskrevs av Jean-Jacques Kieffer 1911. Thienemanniella ingår i familjen fjädermyggor.

## Dottertaxa tillThienemanniella, i alfabetisk ordning[1][2]
- Thienemanniella acuticornis
- Thienemanniella afra
- Thienemanniella antennata
- Thienemanniella boltoni
- Thienemanniella brevidensi
- Thienemanniella caspersi
- Thienemanniella chuzeduodecimus
- Thienemanniella clavicornis
- Thienemanniella cubita
- Thienemanniella elana
- Thienemanniella emarginata
- Thienemanniella flava
- Thienemanniella flavescens
- Thienemanniella flavicornis
- Thienemanniella flaviforceps
- Thienemanniella flaviscutella
- Thienemanniella fuga
- Thienemanniella ginzanquerea
- Thienemanniella gotopallida
- Thienemanniella liae
- Thienemanniella lineola
- Thienemanniella lobapodema
- Thienemanniella longicornis
- Thienemanniella longipalpis
- Thienemanniella lutea
- Thienemanniella majuscula
- Thienemanniella mallochi
- Thienemanniella medialis
- Thienemanniella minuscula
- Thienemanniella nana
- Thienemanniella nervosa
- Thienemanniella nipponica
- Thienemanniella obscura
- Thienemanniella ogasaquardecima
- Thienemanniella ogasaquindecima
- Thienemanniella okigrata
- Thienemanniella partita
- Thienemanniella safi
- Thienemanniella similis
- Thienemanniella sphagnorum
- Thienemanniella spreta
- Thienemanniella taurocapita
- Thienemanniella tiunovae
- Thienemanniella trivittata
- Thienemanniella tusimuefea
- Thienemanniella tusimufegea
- Thienemanniella vittata
- Thienemanniella xena
- Thienemanniella yakysetea
- Thienemanniella zavrelli